# Вільгельм Людвіг (футболіст)
Вільгельм Людвіг (нім. Wilhelm Ludwig) — австрійський футболіст, що грав на позиції захисник. Володар кубка Австрії 1938.

## Клубна кар'єра
Виступав у складі клубу «Донау» (Відень), що виступав у другому дивізіоні чемпіонату Австрії. Виступав у складі клубу в сезоні 1931-32 у кубку Австрії 1932, де його клуб поступився «Адміра» (Відень) (0:3) у 1/8 фіналу. У 1933 році став з командою переможцем другого дивізіону і завоював путівку у вищий. Зіграв 21 матч і забив 1 гол у сезоні 1933/34, але його команда посіла останнє місце і залишила елітний дивізіон.
Влітку 1934 року перейшов у команду «Аустрія» (Відень). Зіграв у матчі кубка Мітропи 1934 проти угорського «Уйпешта», у якому австрійці поступились з рахунком 1:2 і вибули зі змагань. У чемпіонаті Австрії на його рахунку також 1 матч. Другу частину сезону Людвіг провів у команді «Вінер АК», зігравши 7 матчів. В чемпіонаті команда посіла лише одинадцяте місце, але вийшла до фіналу кубка Австрії 1935, де програла  «Аустрії» з рахунком 1:5. Наступного сезону «Вінер АК» вилетів з вищого дивізіону, а на рахунку Вільгельма 21 матч і 1 гол у сезоні.
Влітку 1936 року приєднався до команди «Адміра» (Відень), що взяти участь у кубку Мітропи 1936. «Адміра» несподівано вилетіла від скромного чеського клубу «Простейов». В першому матчі вдома «Адміра» сенсаційно програла 0:4. У матчів-відповіді віденці вели 2:0 і 3:1, але у підсумку зіграли 3:2, завершивши гру вшістьох. Угорський арбітр Гертца вилучив у першому таймі одного гравця «Простейова», а у другому одразу п'ятьох австрійців, хоча й не закінчив гру достроково, як цього вимагав регламент.
Того ж року повернувся до складу клубу «Вінер АК», що виступав у другому дивізіоні. Команда на той момент змінила назву на «Вінер Атлетік клуб Шварц-Рот». У 1938 році з командою став переможцем кубка Австрії. На шляху до фіналу команда переграла «Ердберг» (4:0), «Аустрію» (2:1, без Людвіга), «Пост» СВ (4:1), «Лібертас» (2:0) і «Зімерінгер» (4:2). У вирішальному матчі Людвіг був капітаном своєї команди, що переграла з рахунком 1:0 «Вінер Шпорт-Клуб».

## Статистика

### Статистика виступів у кубку Мітропи
| №                      | Розіграш               | Стадія                 | Дата та місце проведення | Команда 1              | Рахунок | Команда 2        | Голи |
| ---------------------- | ---------------------- | ---------------------- | ------------------------ | ---------------------- | ------- | ---------------- | ---- |
| 1                      | 1934                   | 1/8                    | 24.06.1934 Будапешт      | Уйпешт (Будапешт)      | 2:1     | Аустрія (Відень) |      |
| 2                      | 1936                   | 1/8                    | 21.06.1936 Відень        | Адміра (Відень)        | 0:4     | Простейов        |      |
| 3                      | 1936                   | 1/8                    | 28.06.1936 Прага         | Простейов              | 2:3     | Адміра (Відень)  |      |
| Всього у кубку Мітропи | Всього у кубку Мітропи | Всього у кубку Мітропи | Всього у кубку Мітропи   | Всього у кубку Мітропи | 3       |                  | 0    |

## Досягнення
- Володар кубка Австрії (1):

ВАК: 1938
- Фіналіст Кубка Австрії (1):

ВАК: 1935
- Переможець другого дивізіону чемпіонату Австрії (1):

«Донау»: 1933